# 小田治孝
小田 治孝（おだ はるたか、文明4年10月22日（1472年11月22日） - 明応5年2月18日（1496年3月3日））は、常陸の戦国大名。小田氏の第13代当主。
兄弟に小田顕家、岡見義治、宇都宮興綱室、佐竹義篤室。義弟に小田政治がいる。子に岡見治資。
小田成治の長子。弟の小田顕家が家督相続に不満を持ち、1496年、内紛を起こし、治孝は顕家に殺された。成治は養子小田政治を当主とし、顕家は追討され首を取られた。